# 新州石塔
新州石塔原名大圣菩萨宝塔，位于安徽歙县徽城镇北郊1公里新州，歙县二中内。石塔原高七层，现存三层，高4.6米。此塔于南宋建炎三年（1129年），由歙县平辽乡乐平里永平社的村民为祈求子嗣而捐资修建。明宣德进士叶蓁自迁居新州后，就保护这一古迹，嘉靖二十三年，其孙叶泰重修此塔，均留有铭记。
1961年，新州石塔公布为安徽省文物保护单位。